# Грефенрода
Грефенрода (нім. Gräfenroda) — громада в Німеччині, розташована в землі Тюрингія. Входить до складу району Ільм. Складова частина об'єднання громад Оберес-Гераталь.
Площа — 23,32 км2. Населення становить Невірний параметр metadata 16 070 024 ос. (станом на 31 грудня 2021).

## Галерея

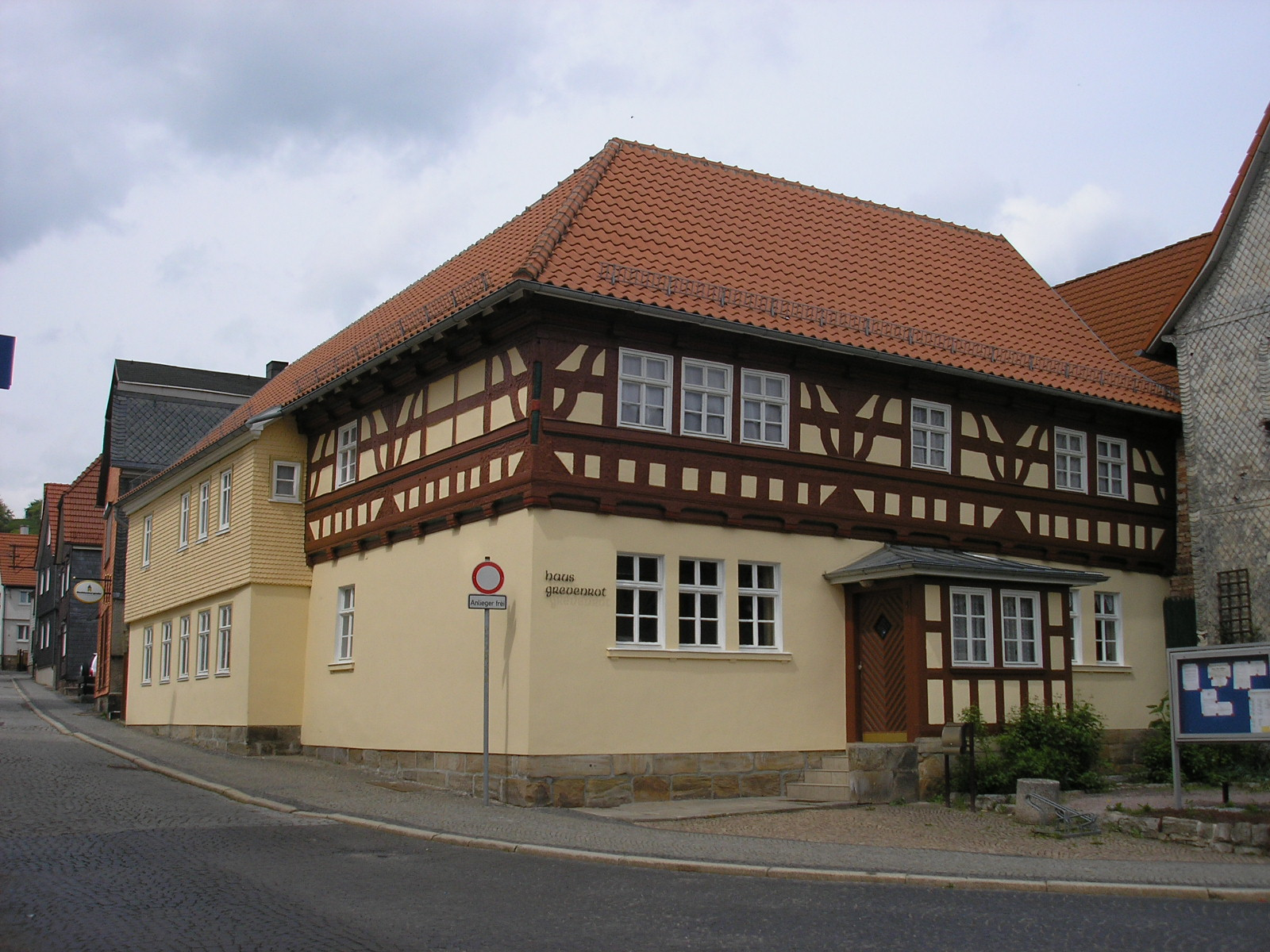
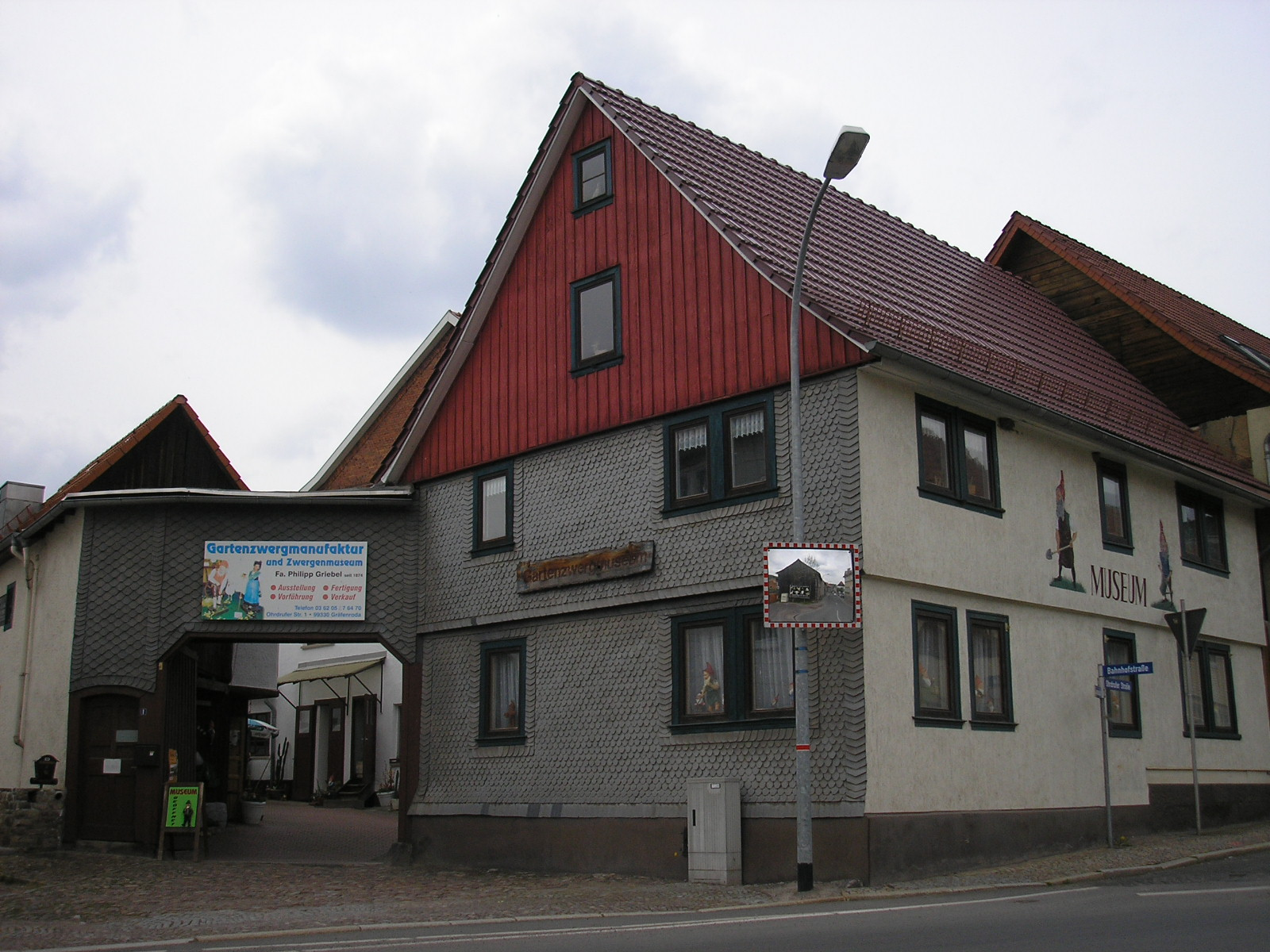
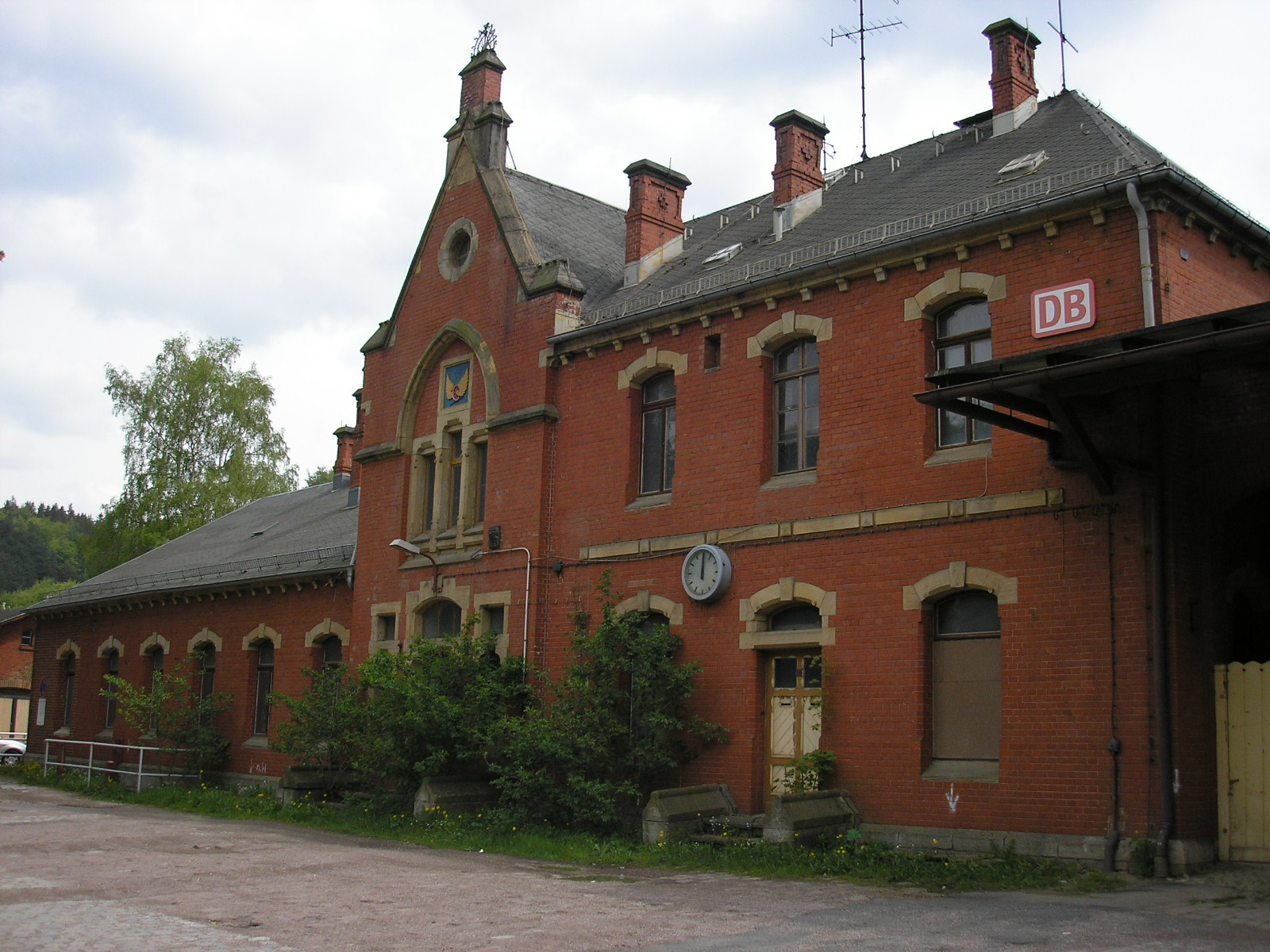
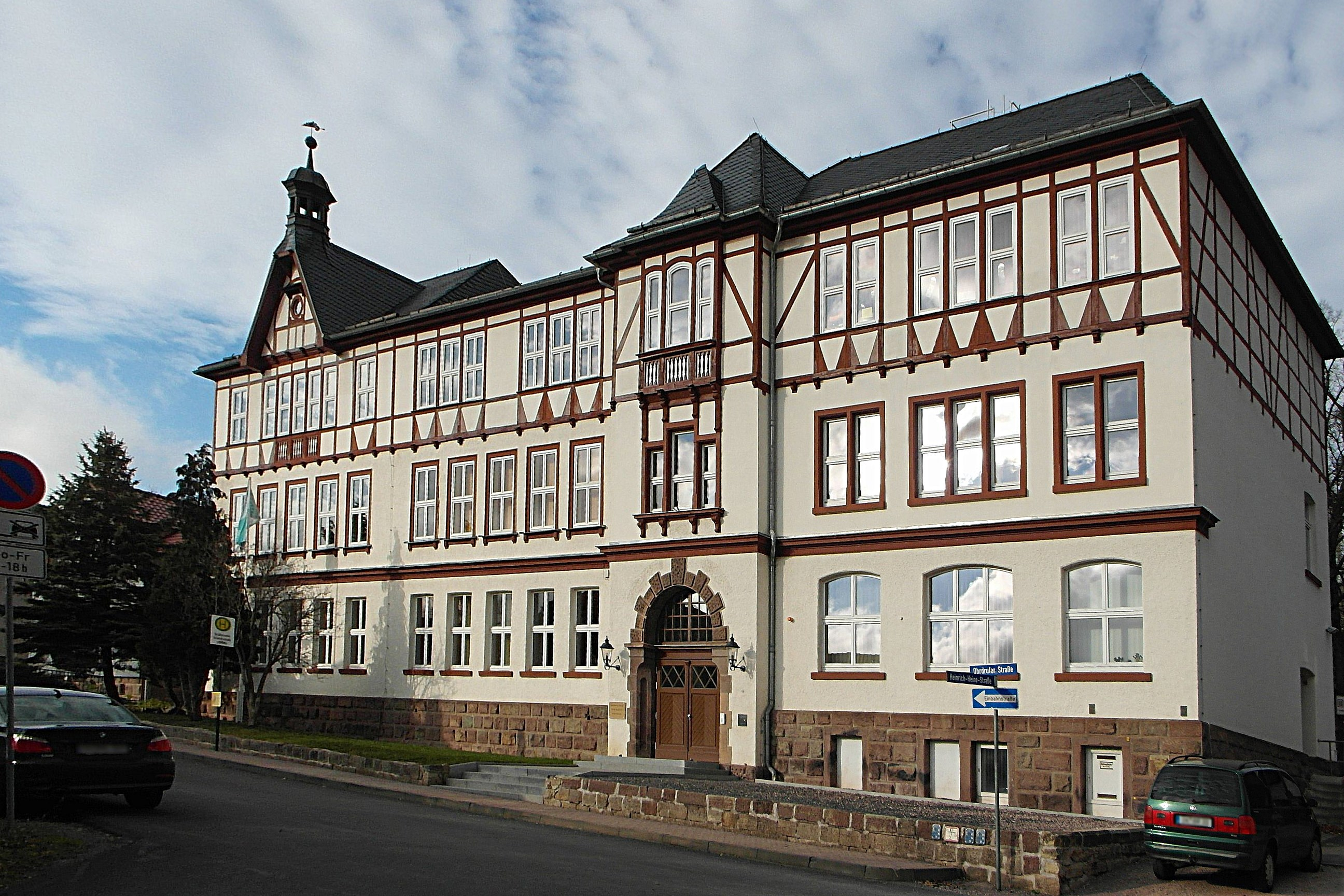